# Dariusz Kołacki
Dariusz Kołacki (ur. 23 sierpnia 1974) – polski piłkarz występujący na pozycji pomocnika, trener piłkarski.

## Życiorys
Występował w młodzieżowych reprezentacjach Polski. W styczniu 1991 roku przeszedł z Włocłavii Włocławek do Zawiszy Bydgoszcz. W I lidze zadebiutował 9 marca w przegranym 0:1 meczu z Olimpią Poznań. W rundzie wiosennej sezonu 1992/1993 grał w Górniku Konin, następnie wrócił do Zawiszy, dla którego występował w rundzie jesiennej sezonu 1993/1994. Ogółem dla bydgoskiego klubu rozegrał 23 mecze w I lidze. Wiosną reprezentował barwy Włókniarza Pabianice. W latach 1994–1998 grał w Zawiszy, występującym wówczas w II lidze. W 1998 roku przeszedł do TSG Neustrelitz. W barwach tego klubu występował do października 1999 roku, rozgrywając 30 spotkań w Oberlidze, w których zdobył 5 goli. Po powrocie z Niemiec grał w Zawiszy, Mieni Lipno i Sparty Brodnica, zanim na początku 2001 roku nie wyjechał ponownie do Niemiec, wiążąc się kontraktem z Eintrachtem Schwerin. W klubie tym występował przez pół roku. W latach 2002–2010 występował w takich klubach, jak Polonia Bydgoszcz, Mień Lipno, Wisła Nowe, Cuiavia Inowrocław (grający trener) oraz klubach amatorskich. Oprócz Cuiavii pełnił także funkcję trenera w Zamku Gołańcz, Sokole Kleczew, Unii Solec Kujawski, Starcie Pruszcz, Sparcie Brodnica, Noteci Łabiszyn, a także w niemieckich klubach: 1. FC Neubrandenburg 04 i VFC Anklam.

## Statystyki ligowe
| Sezon         | Klub                | Liga     | Mecze | Gole |
| ------------- | ------------------- | -------- | ----- | ---- |
| 1990/1991 (w) | Zawisza Bydgoszcz   | I liga   | 8     | 0    |
| 1991/1992     | Zawisza Bydgoszcz   | I liga   | 2     | 0    |
| 1992/1993 (j) | Zawisza Bydgoszcz   | I liga   | 9     | 0    |
| 1992/1993 (w) | Górnik Konin        | II liga  | 10    | 0    |
| 1993/1994 (j) | Zawisza Bydgoszcz   | I liga   | 4     | 0    |
| 1993/1994 (w) | Włókniarz Pabianice | II liga  | 16    | 0    |
| 1994/1995     | Zawisza Bydgoszcz   | II liga  | 29    | 0    |
| 1995/1996     | Zawisza Bydgoszcz   | II liga  | 7     | 0    |
| 1996/1997     | Zawisza Bydgoszcz   | II liga  | 22    | 2    |
| 1997/1998     | Zawisza Bydgoszcz   | II liga  | 29    | 4    |
| 1998/1999     | TSG Neustrelitz     | Oberliga | 22    | 4    |
| 1999/2000 (j) | TSG Neustrelitz     | Oberliga | 8     | 1    |
| 1999/2000 (j) | Zawisza Bydgoszcz   | IV liga  | 1     | 0    |